# Nguyen Huu Chanh
Nguyễn Hữu Chánh (vi; nascido em 1 de outubro de 1952) é um militante vietnamita-norte-americano, fundador da organização anticomunista Governo do Vietnã Livre, da qual proclamou-se como primeiro-ministro.
Em 1975, foi membro da Bao Long, uma organização em Nha Trang. Em 1982, fugiu secretamente do Vietnã enquanto era perseguido pelo governo vietnamita pelas suas atividades. Posteriormente, imigrou para os Estados Unidos. 
Em 1999, a polícia do governo vietnamita emitiu uma ordem internacional para processar Nguyen Huu Chanh por seu papel em ataques terroristas contra embaixadas vietnamitas no exterior, bem como no Vietnã, desde 1995. 
Em 2 de janeiro de 2005, retirou-se do cargo de Primeiro-Ministro do Governo do Vietnã Livre após sua substituição pelo ex-chefe de Estado do Vietnã do Sul, Nguyễn Khánh.
Em 5 de abril de 2006, Nguyen Huu Chanh foi detido por policiais da Agência Nacional de Polícia em Seul, Coreia do Sul, porque o governo vietnamita havia solicitado às autoridades coreanas sua prisão por possíveis "acusações de tráfico de armas e atos de terrorismo". 
Nguyen foi libertado da custódia em Uiwang, ao sul de Seul em 27 de julho de 2006. O Tribunal Superior de Seul rejeitou o pedido vietnamita de entrega de Chanh, a quem o governo vietnamita acusou de envolvimento em tentativas frustradas de bombardear sua embaixada na Tailândia e instalações estatais no Vietnã, incluindo uma estátua do líder Ho Chi Minh, entre 1999 e 2001. 